# 武井昭
武井昭（たけい あきら、1942年 - ）は、日本の経済学者。高崎経済大学名誉教授・特任教授。社会経済学専攻。大阪府大阪市出身。

## 略歴
1961年、大阪府立三国丘高等学校卒業。1966年、高崎経済大学経済学部経済学科卒業。1967年、早稲田大学大学院経済学研究科修士課程修了。難波田春夫に師事した。
1969年、高崎経済大学経済学部助手、文部省在外研究員（ドイツ、ボン大学）。1972年、同専任講師、1975年、同助教授、1984年、同教授。1996年、同大学附属産業研究所長（～1998）、2002年、同大学附属産業研究所長（～2004）、2007年、同大学学生部長代行。2008年退職、名誉教授、特任教授。2020年、瑞宝中綬章受章。
学外では、群馬政策科学研究機構理事、仏教経営フォーラム事務局長なども務めた。

## 主な研究
- 社会経済学
- 社会保障
- サービス経済論
- 中小企業論

「社会経済学」を専門とするため、社会主義経済の専門家と混同されがちであるが、「社会経済学」と「社会主義経済」とは全く違う学問である。武井は「経済学は『生きた現実の経済を学ぶこと』であって、『学問として形成された経済学を学ぶこと』ではないことを強調するために、社会経済学は『生きた現実の経済そのもの』を直接解明することであるということにしている」と説明している。

## 人物
- 著作活動に熱心で、著書は40冊、論文や時評は200本を越える[6]。
- 「究禅会」「ホモ・セルヴィエンス研究会」を主宰。究禅会は、武井を難波田に引き合わせた元教授・斉藤知正の退職に合わせて創設し、斉藤自身も参加している。[要出典]
- 高崎経済大学五十年史編集委員長などを務め、開学50周年記念事業で中心的役割を果たした。[要出典]
- 2007年、当時の加藤一郎学生部長の辞任を受け、木暮至前学長の下で学生部長に就任。自殺問題にゆれる同大で、自殺への対策などを担当した[要出典]。学生部長在任中、学長名で「内部情報が漏洩した場合、調査し処罰する」という内容の文書を配布した。一部教員から「かん口令」だとして批判された[7]。

## 所属学会
- 経済社会学会[1]
- 日本経済政策学会[1]
- 社会思想史学会[1]
- 比較思想学会[1]
- 社会・経済システム学会[1]
- 日本中小企業学会[1]
- 日欧経済社会学会[1]

## 主な著書[8]

### 単著
- 『現代社会保障論』(1989年5月・高文堂出版社）
- 『仏眼で読む日本経済入門』(1992年7月・ 経済界）
- 『世紀末は《女》で読め』(1995年6月・ライフ社)
- 『高齢者福祉論』(1996年12月・ 高文堂出版社）
- 『生活と福祉の社会経済学』(2000年6月・ 高文堂出版社）
- 『現代の社会経済システム』(2003年6月・ 日本経済評論社）

### 共著・共編著
- 『経済学の危機を超えて』(1975年6月・世界経済研究社)
- 『こうなる！10年後の日本経済』(1978年4月・経済往来社)
- 『先端技術と産業構造の変容』(1987年3月・日本経済評論社)
- 『都市型産業と中小企業のニューパラダイム』(1990年3月・日本経済評論社)
- 『「首都圏問題」の位相と北関東』(1994年3月・日本経済評論社)
- 『現代アジアのダイナミズムと日本』(2000年3月・日本経済評論社)
- 『都市型産業と地域零細サービス業』(2003年3月・日本経済評論社)
- 『地下経済ネットワーク』(ダイヤモンド社)
- 『江渡狄嶺の思想』(農文教)

## 関連事項
- 高崎経済大学
- 早稲田大学
- 社会経済学
- 社会保障
- 木暮至
- 高崎経済大学の人物一覧